# Brian Wilson: I Just Wasn't Made for These Times
Brian Wilson: I Just Wasn't Made for These Times je americký dokumentární film, který natočil Don Was. Zaobírá se velkou částí života hudebníka Briana Wilsona; zachycuje éru skupiny The Beach Boys i Wilsonovo dlouholeté zneužívání návykových látek. Vedle Wilsonových rodinných příslušníků zde své vzpomínky na něj prozradili například hudební historik David Leaf či hudebníci David Crosby, Graham Nash nebo také John Cale.
Současně s natáčením filmu Wilson nahrál album I Just Wasn't Made for These Times. Film byl nominován na řadu ocenění, jako například cena Emmy a CableACE. Později vyšel film v DVD a prodával se spolu s filmem The Beach Boys: An American Band z roku 1985.